# 20440 Макклінток
20440 Макклінток (20440 McClintock) — астероїд головного поясу, відкритий 10 травня 1999 року.
Тіссеранів параметр щодо Юпітера — 3,484.